# Gintaras Didžiokas
Gintaras Didžiokas (* 10. August 1966 in Vilnius) ist ein litauischer Politiker. Didžiokas war von 2004 bis 2009 Mitglied des Europäischen Parlaments für die Lietuvos valstiečių liaudininkų sąjunga (Litauischer Bauernvolksbund). Er gehörte der Fraktion Union für ein Europa der Nationen an, deren stellvertretender Vorsitzender er ab 2006 war.

## Leben
Didžiokas studierte an der Technologischen Universität Kaunas und schloss sein Studium der Radioelektronik 1991 ab. Zudem erwarb er 2004 einen Magister der internationalen Betriebswirtschaft an der Internationalen Universität Moskau. Didžiokas arbeitete als Ingenieur im Kommunikationsdienst des Innenministeriums der Republik Litauen und war ab 1991 stellvertretender Dienststellenleiter. 1992 wurde er zum Direktor der GmbH „Europuls ir Co“ berufen.
Didžiokas war Mitglied der Partei der Neuen Demokratie (ND) und wurde 2000 zum stellvertretenden Vorsitzenden gewählt. Er gehörte ab dem 19. Oktober 2000 dem Litauischen Parlament (Seimas) an und war Mitglied in den Ausschüssen für Staatsverwaltung und kommunale Selbstverwaltung, für gewerbliche Wirtschaft und Beschäftigung sowie Mitglied im Antikorruptionsausschusses. Zudem war Didžiokas von 2003 bis 2004 Beobachter im europäischen Parlament. Am 22. Juni 2004 schied Didžiokas aus dem Litauischen Parlament aus und wechselte in das europäische Parlament.